# NA11
NA11 war ein Fixed-Target-Experiment am H6-Strahl des Super Proton Synchrotron am CERN. Das Ziel war die Messung verschiedener Wirkungsquerschnitte in hadronischen Wechselwirkungen zwischen Teilchen mit von Null verschiedener Charmquantenzahl.  Das Experiment wurde am 3. Februar 1978 vorgeschlagen und im Dezember 1982 abgeschlossen. Es war das erste Experiment, bei dem im Planarverfahren gefertigte Halbleiterdetektoren verwendet wurden.